# Empire (Kolorado)
Empire – miasto w Stanach Zjednoczonych, w stanie Kolorado, w hrabstwie Clear Creek.